# Inneres Kalchtor
Das Innere Kalchtor, auch Altes Kalchtor genannt, war eines der vier ältesten Stadttore Memmingens.
Das Innere Kalchtor wurde vermutlich um das Jahr 1000 n. Chr. erbaut. Es stand am östlichen Ende der alten Welfenstadt am ehemaligen Ratzengraben, zwischen dem ehemaligen Kreuzherrenkloster und dem Haus Schreibwaren Natterer. Der Name leitete sich von dem vor den Toren der Stadt liegenden Kalkerfeld, einem Kalkabbaugebiet, ab. Nachdem die Stadt im 14. Jahrhundert nach Osten mit der sogenannten Kalcher Vorstadt erweitert worden war, verlor das innere Kalchtor seinen Zweck und wurde abgebrochen. Seine Aufgaben übernahm das Äußere Kalchtor. Über das Aussehen des Inneren Kalchtores ist nichts erhalten. Es kann jedoch davon ausgegangen werden, dass es dem zur selben Zeit erbauten Notzentor ähnelte.